# Astronomical Journal
Astronomical Journal (adesea prescurtat AJ în lucrări și bibliografii științifice) este o revistă științifică lunară publicată de Institute of Physics Publishing în numele Societății Astronomice Americane. Este una dintre cele mai vechi și reputabile reviste de astronomie din lume. Până în 2008, revista a fost publicată de editura University of Chicago Press.
Societatea a dorit, însă, revizuirea acordului financiar, iar editura dorea înlocuirea software-ului dezvoltat în cadrul editurii astfel că în 2008 editura a fost înlocuită. Celelalte două publicații ale societății, Astrophysical Journal și seria de suplimente, au urmat și ele în ianuarie 2009.
Revista a fost înființată în 1849 de Benjamin A. Gould; Războiul Civil American a determinat încetarea apariției ei în 1861, dar aceasta s-a reluat în 1885. Între 1909 și 1941 revista a fost editată în Albany, New York. În 1941, editorul Benjamin Boss a trasferat responsabilitatea Societății Astronomice Americane.
Prima ediție electronică a revistei Astronomical Journal a apărut în ianuarie 1998. Începând cu numărul din iulie 2006, Astronomical Journal a început publicarea unei ediții electronice independente de ediția pe suport de hârtie.

## Editori
- 1849-1861 și 1885-1896, Benjamin Apthorp Gould, Jr.
- 1896-1909, Seth C. Chandler
- 1909-1912, Lewis Boss
- 1912-1941, Benjamin Boss
- 1941-1959, Dirk Brouwer
- 1959-1963, Dirk Brouwer și Harlan James Smith
- 1963-1965, Dirk Brouwer
- 1965-1966, Dirk Brouwer și Gerald Maurice Clemence
- 1966-1967, Gerald Maurice Clemence
- 1967-1974, Lodewijk Woltjer
- 1975-1979, Norman H. Baker  și L. B. Lucy
- 1980-1983, Norman H. Baker
- 1984-2004, Paul W. Hodge

Din 2005, conducerea editorială este asigurată de  John S. Gallagher, III (Universitatea din Wisconsin-Madison, Statele Unite ale Americii).